# Jay Anania
Jay Nicholas Anania (1959) is een Amerikaans diplomaat. Hij was van 2012 tot 2015 ambassadeur in Suriname.

## Biografie
Jay Anania studeerde af met een bachelorgraad van het Kenyon College in Gambier, Ohio, en een master van de universiteit van North Carolina in Chapel Hill.
Hij maakte vanaf 1984 een loopbaan bij het ministerie van Buitenlandse Zaken en diende op meer dan dertig ambassades en consulaten rondom de wereld. Hij kwam verschillende malen terug om functies uit te oefenen in Washington D.C. Tot 2012 werkte hij op de ambassade in Bagdad in Irak, van waaruit hij ook taken uitvoerde voor consulaten in Basra, Erbil en Kirkuk.
Hij was van 15 november 2012 (benoeming op 5 juli) tot 2 oktober 2015 ambassadeur in Suriname. Tijdens de herdenking van de staatsgreep van 25 februari 1980 op het Plein van de Revolutie haalde president Desi Bouterse uit naar Anania, zonder zijn naam te noemen. Volgens Bouterse zou de ambassadeur zich hebben gemengd in binnenlandse zaken, door te stellen dat de verkiezingen uitgesteld zouden moeten worden omdat de andere presidentskandidaat niet klaar is, waarmee Chan Santokhi zou zijn bedoeld. Bouterse dreigde Anania het land uit te zetten als hij niet met een bevredigend antwoord zou komen. Minister Winston Lackin besloot daarop om Anania niet op het matje te roepen maar uit te nodigen. Nog voordat dat gesprek plaatsvond werd de zaak bijgelegd. Het "gewroet van scalians" in het stuwmeer in het zicht van iedereen terwijl politici niets doen, noemde Anania really ongelooflijk. Aan het eind van zijn termijn in september 2015 drukte hij Bouterse voor zijn vertrek de hand.
In 2017 werd Anania coo (operationeel directeur) voor buitenlandse betrekkingen bij Buchanan & Edwards.